# The Web (film 1913)
The Web è un cortometraggio muto del 1913 sceneggiato e diretto da Ralph Ince.

## Trama
Lester Phillips trova il coraggio di rompere che Beatrice Esmond, un'affascinante avventuriera. La donna, innamorata di lui, non vuole però perderlo e incarica Zolan, uno dei suoi amanti, di far germogliare il sospetto nella mente di Agatha, la fidanzata di Lester, così da indurla a lasciarlo. Nel frattempo, l'avventuriera avvolge nelle sue spire anche Francis, il fratello minore di Lester. Quest'ultimo, per salvare il fratello, finge di ritornare da Beatrice: viene così sorpreso al ristorante insieme alla donna in un atteggiamento un po' troppo cordiale da Agatha e da suo padre, che sono stati avvisati da Zolan. Beatrice sembra aver raggiunto il suo scopo quando Agatha scrive una lettera a Lester, nella quale gli annuncia di voler rompere il loro fidanzamento.
Durante un ricevimento a casa di Beatrice, Lester mostra al fratello chi sia veramente la donna di cui il giovane si è infatuato. Francis è salvo e Lester può ora spedire un biglietto a Beatrice nel quale le dichiara che ormai possono considerarsi due estranei. La lettera provoca l'ira della donna che ha uno scontro con l'amante che la respinge: nella lotta che ne segue, Zolan, che l'ha seguita negli appartamenti di Lester, spara uccidendola. Del delitto viene incolpato Lester che viene arrestato. Agatha, però, dopo aver saputo la ragione del comportamento del fidanzato, indaga per conto suo e riesce a far mettere le mani su Zolan, il vero assassino, mentre viene riconosciuta definitivamente l'innocenza di Lester.

## Produzione
Il film fu prodotto dalla Vitagraph Company of America.

## Distribuzione
Distribuito dalla General Film Company, il film - un cortometraggio in due bobine - uscì nelle sale cinematografiche statunitensi l'11 aprile 1913.
La pellicola è stata distribuita in video dalla Grapevine.